# Аполлон Понту
«ПАЕ Аполлон Понту» (грец. Π.Α.Ε. Απόλλων Πόντου) — грецький футбольний клуб з міста Каламарія, Центральна Македонія. Заснований 1926 року. Домашній стадіон — стадіон Каламарії. Основні клубні кольори — чорний та червоний.

## Історія

### Хронологія назв
- 1926: «Аполлон Каламарія» (грец. Απόλλων Καλαμαριά)
- 1983: «ПАЕ Аполлон Каламаріас» (грец. Απόλλων Καλαμαριας Π.Α.Ε.)
- 2006: «ПАЕ Аполлон 1926» (грец. Απολλων 1926 Π.Α.Ε.)
- 2017: «ПАЕ Аполлон Понту» (грец. Π.Α.Ε. Απόλλων Πόντου)[1][2]

## Досягнення
- Переможець другого дивізіону Греції: 1972/73, 1982/83, 1991/92
- Переможець третього дивізіону Греції: 1979/80, 2012/13

## Відомі гравці
Греція
- Нікос Каруліас
- Алексіс Алексіу
- Йоргос Аманатідіс
- Васіліс Борбокіс
- Арістархос Фудукідіс
- Стеліос Іліадіс
- Вісіліс Іоаннідіс
- Панайотіс Кіпріанідіс
- Марінос Узунідіс
- Харілаос Паппас
- Йоргос Семертзідіс
- Такіс Тубулідіс
- Зісіс Цекос

Інші країни
- Александр Сілва Клейтон
- Нето Гуеріно
- П'єр Ебеде
- Джозеф Еланга

## Тренери
| - Руді Штріттіх (1959—1960) - Дьюла Женгеллер (1964—1965) - Златко Чайковський (1983—1984) - Лайош Пушкаш (1988) | - Константінос Йосіфідіс (1994—1996) - Хрістос Терцанідіс (1996—1997) - Константінос Йосіфідіс (1998) - Йоргос Фойрос (2001) | - Константінос Йосіфідіс (2002) - Алексіс Алексіу (2013—2014) |

## Логотипи

Герб клубу «Аполлон Каламаріас»
Герб клубу «Аполлон 1926»